# 372

## Събития
- Хуните преминават Волга и подчиняват аланите на север от Кавказ

## Починали
- 21 октомври – Иларион Велики, Православен светец